# Décembre 1821
Cette page présente les faits marquants du mois de décembre 1821.

## Événements
- Décembre - juillet 1822 : échec de plusieurs insurrections tentés par la charbonnerie à Saumur, Belfort, Toulon, Nantes, Thouars, La Rochelle, Strasbourg et Colmar[1].

- 1er décembre : la partie orientale de l'île de Saint-Domingue (République dominicaine) se déclare indépendante de l'Espagne et se rallie à la Grande Colombie[2].

- 14 décembre, France : gouvernement Jean-Baptiste de Villèle.
  - Jean-Baptiste de Villèle, ministre des Finances.
  - Pierre-Denis de Peyronnet, garde des Sceaux (fin en 1828).

- 19 décembre : début d’une éruption de l'Eyjafjöll (fin le 1er janvier 1832)[3].

- 24 - 28 décembre, France : échec d’un complot de la charbonnerie à Saumur[4].

## Naissances
- 2 décembre : Jean Baptiste Victor Loutrel, peintre et illustrateur français  († 12 mars 1908).
- 12 décembre : Gustave Flaubert, écrivain français
- 14 décembre : Gustav Graef, peintre allemand († 6 janvier 1895).
- 15 décembre : Charles d'Abbadie d'Arrast, homme politique français († 23 décembre 1901).
- 17 décembre : Frederick W. Lander, (décède le 2 mars 1862), était un explorateur, un poète et un général des Armées du l'Union pendant la Guerre de Sécession.

## Décès
- 4 décembre : Ernst Wilhelm Tempel (mort en 1889), astronome allemand.
- 7 décembre : Pomare II roi de Tahiti, Moorea et dépendance.